# Rio Yoshitake
Rio Yoshitake (japanisch 吉武 莉央 Yoshitake Rio; * 16. Oktober 1997 in der Präfektur Fukuoka) ist ein japanischer Fußballspieler.

## Karriere
Rio Yoshitake erlernte das Fußballspielen in der Schulmannschaft der Kumamoto Ozu High School sowie in der Universitätsmannschaft der Osaka Sangyo University. Von 2020 bis 2022 spielte er beim FC Nobeoka Agata. Mit dem Verein aus Nobeoka, einer Stadt in der Präfektur Miyazaki, spielte er in der fünften Liga, der Kyushu Soccer League. Im Januar 2023 unterschrieb er einen Vertrag beim Drittligisten SC Sagamihara. Sein Drittligadebüt für den Verein aus Sagamihara gab Rio Yoshitake am 4. März 2023 (1. Spieltag) im Heimspiel gegen Gainare Tottori. Bei der 2:3-Heimniederlage stand er in der Startelf und spielt die kompletten 90 Minuten.